# Polia eremorealis
Polia eremorealis är en fjärilsart som beskrevs av Zoltan Varga 1974. Polia eremorealis ingår i släktet Polia och familjen nattflyn. Inga underarter finns listade i Catalogue of Life.